# ABG Frankfurt Holding

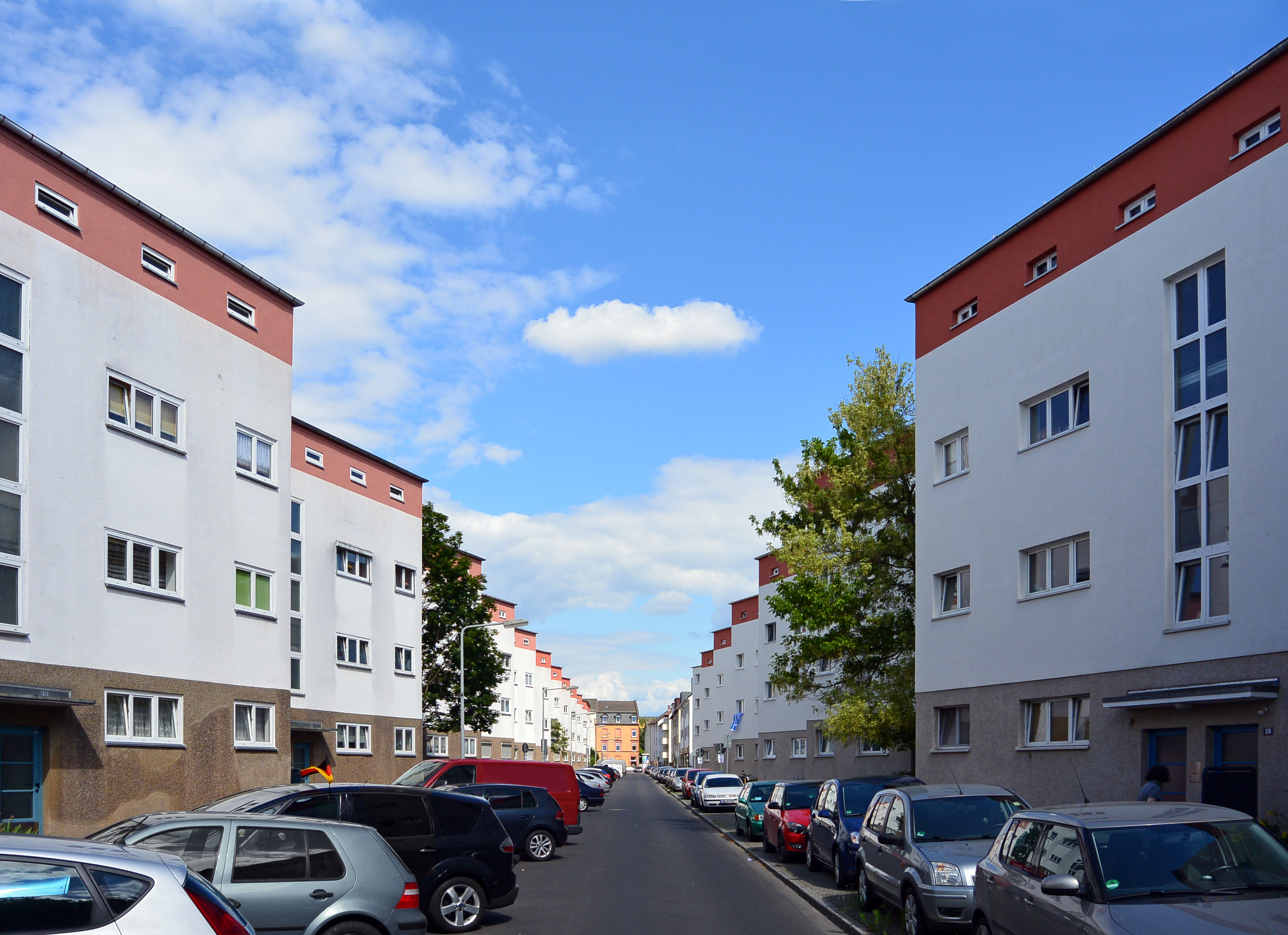
Häuser in Zickzackhausen (Frankfurt-Niederrad) aus dem Bestand der ABG Frankfurt Holding

Die ABG Frankfurt-Holding ist ein städtischer Wohnungs- und Immobilienkonzern und die größte Wohnungsbaugesellschaft in Frankfurt am Main; sie befindet sich im Besitz der Stadt Frankfurt. Gemeinsam mit ihren Tochtergesellschaften unterhält die ABG Frankfurt-Holding über 50.000 Wohnungen in Frankfurt.

## Geschichte

### Aktienbaugesellschaft für kleine Wohnungen ABG
Zwischen 1870 und 1890 hatte sich Frankfurts Bevölkerung von 90.000 auf 180.000 verdoppelt. Viele von ihnen lebten in beengten oder unhygienischen Verhältnissen. 1890 gründete deshalb der Philanthrop Charles Hallgarten mit Unterstützung des Sozialpolitikers Karl Flesch die Aktienbaugesellschaft für kleine Wohnungen (ABG), um den sozialen Wohnungsbau in Frankfurt zu fördern. 605 Frankfurter Bürger beteiligten sich am Stammkapital der Gesellschaft. Die ersten Wohnungen entstanden an der Burgstraße und der Eichwaldstraße im Nordend auf Bauland, das der Bankier Georg Speyer zu günstigen Bedingungen von der Stadt erworben hatte und der ABG zur Verfügung stellte. Der Name der Siedlungsbaugesellschaft wurde gewählt, weil die Wohnungsmiete nicht mehr als ein Viertel des durchschnittlichen Monatslohns eines Arbeiters betragen sollte. Damit war nur der Bau von Zweizimmerwohnungen möglich.
Es folgten weitere Wohnanlagen im Gutleutviertel und im Gallusviertel, die immer in der gleichen Bauweise als Wohnblocks mit großzügigen Innenhöfen angelegt waren. Bis 1903 entstanden 157 Häuser mit 973 Wohnungen. Steigende Grundstückspreise führten danach zu einer Verringerung der Bautätigkeit.
Der Erste Weltkrieg und die nachfolgende Inflation führten dazu, dass die Stadt 1922 die ABG übernehmen musste. Sie erwarb 90 % der Anteile der ABG. Um die karitative Ausrichtung des Unternehmens zu gewährleisten und der Versuchung der Gewinnmaximierung entgegenzuwirken, wurde die Dividende auf 3,5 % begrenzt. Die ABG finanzierte den Wohnungsbau des Neuen Frankfurt. Im Bestand der ABG befinden sich infolgedessen die meisten der unter Ernst May entworfenen Siedlungen des Neuen Frankfurt. Während der Weimarer Republik leitete Ernst Kahn die Aktienbaugesellschaft für kleine Wohnungen.
1940 besaß die ABG etwa 11.000 Wohnungen, von denen im Zweiten Weltkrieg bei den Luftangriffen auf Frankfurt 1982 völlig zerstört und etwa 3500 beschädigt wurden. Neben der Instandsetzung beschädigter Bauten begann die Gesellschaft mit dem Wiederaufbau, zunächst auf Trümmergrundstücken, ab Mitte der 1950er Jahre auch in Neubaugebieten in Vororten. Ab 1960 entstanden erste Siedlungen außerhalb Frankfurts, so in Dörnigheim und Kelkheim. Beim Bau der Nordweststadt Anfang der 1960er Jahre errichtete die ABG 1310 der insgesamt 6931 Wohnungen in der Siedlung. Insgesamt besaß die ABG Mitte der 1960er Jahre etwa 17.500 Wohnungen, von denen 70 % öffentlich gefördert wurden. Danach ging der Neubau von Wohnungen drastisch zurück und die ABG konzentrierte sich weitgehend auf die Modernisierung des Bestandes. 1990 verfügte die ABG über mehr als zwanzigtausend Wohnungen.

### Frankfurter Aufbau-Aktiengesellschaft
Die Frankfurter Aufbau-Aktiengesellschaft (FAAG) entstand 1901 als Frankenallee-A.G. als städtische Wohnungsbaugesellschaft für den Bau von Wohnungen im Gallusviertel, unter anderem in der Hellerhofsiedlung. Nachdem Frankfurt 1947 Sitz des Wirtschaftsrat der Bizone geworden war, firmierte der Magistrat die Gesellschaft um und beauftragte sie mit der Instandsetzung und dem Neubau von Wohnungen und Verwaltungsgebäuden für die Mitarbeiter des Wirtschaftsrates. Bis 1949 entstanden drei Neubausiedlungen. Nach der Entscheidung in der Hauptstadtfrage der Bundesrepublik Deutschland zugunsten von Bonn konzentrierte sich die FAAG auf den Wiederaufbau sowie den Neubau von Wohnungen und öffentlichen Bauten, darunter Schulen, Krankenhäuser, Parkhäuser, Dotationskirchen, Verwaltungsbauten und mehrere Mainbrücken.

### ABG Frankfurt Holding GmbH
Die Frankfurt Holding GmbH wurde im Jahr 1991 als Konzernmutter der städtischen Wohnungsgesellschaften gegründet und fünf Jahre später mit der bis dahin nach Anzahl der Wohnungen größten ihrer Töchter zur ABG Frankfurt Holding GmbH verschmolzen. Bei Gründung des Konzerns waren die Frankfurter Aufbau AG, die Hellerhof-, Wohnheim- und Mibau GmbH die übrigen Töchter. Seit 2007 gehört auch die Saalbau GmbH zum Wohnungsbaukonzern. Zum 125-jährigen Jubiläum im Jahr 2015 hat das Unternehmen eine umfangreiche Chronik veröffentlicht.
Die ABG ist auch 100-prozentiger Eigentümer der Parkhaus-Betriebsgesellschaft m.b.H., die mehrere Parkhäuser in Frankfurt mit über 33.000 PKW-Stellplätzen betreibt. Sie verwaltet über 52.000 Wohnungen und mehr als 900 gewerbliche und sonstige Immobilienobjekte. Die jährlichen Investitionen betragen über 200 Mio. Euro. In den Unternehmen der ABG Frankfurt Holding arbeiten rund 780 Mitarbeiter.
2014 verkaufte die ABG ihren Firmensitz für 5,6 Mio. Euro, 13 Monate später veräußerte der Käufer das Gebäude für 9,75 Mio. weiter. ABG-Chef Frank Junker rechtfertigte den Kaufpreis mit dem „Schätzpreis“.

## Umfang
Nach Angaben der Wohnungsbaugesellschaft leben fast ein Viertel der Frankfurter Bevölkerung in einer Wohnung der ABG. Zusätzlich gehören Wohnheimplätze, Jugendhäuser, Garagen und gewerbliche Bauten zur Baugesellschaft. Außerdem ist die ABG an der Frankfurter Parkhaus-Betriebsgesellschaft sowie an Wohnprojekten im Mertonviertel beteiligt. Das Unternehmen ist eine Wohnungsbaugesellschaft, die sich um die energetisch fortschrittliche Ausstattung ihrer Objekte bemüht. So wird in vielen renovierten Wohnanlagen des Bestandes, aber auch bei Neubauten, die Passivhausbauweise eingesetzt. Mittlerweile ist das Unternehmen der weltgrößte Anbieter von Passivwohnungen. Im Frankfurter Gutleutviertel  baute die ABG das weltweit erste Aktiv-Stadthaus mit insgesamt 74 Wohnungen. Zu den Referenzprojekten der ABG gehörte auch die Nachverdichtung der Platensiedlung, bei der 19 dreigeschossige Häuserzeilen einer ehemaligen US-amerikanischen Militärsiedlung aus den 1950er Jahren um zwei Stockwerke erhöht und damit 680 neue Wohnungen geschaffen wurden, und der Bau von 650 Wohnungen im Rahmen der Umgestaltung der Bürostadt Niederrad zum Lyoner Quartier.
Die ABG Frankfurt Holding ist mit 33 % am Carsharing-Anbieter book-n-drive beteiligt.

## Kritik
2004 kritisierte der Filmemacher Martin Keßler die ABG und Konzerntöchter (z. B. die Frankfurter Aufbau AG) wegen Entmietung und Abriss einer ehemaligen Arbeiterwohnsiedlung in Bockenheim in den Jahren 2002 und 2003. Mieter hatten auf Initiative des Vorsitzenden des Mieterbündnisses City-West dagegen geklagt, waren aber vor Gericht unterlegen. Aktivisten warfen der ABG daraufhin Einschüchterungsversuche gegenüber Kritikern vor.
Im Juni 2014 begrenzte die ABG mögliche Mieterhöhungen für ihre Wohnungen freiwillig auf maximal 10 Prozent innerhalb von drei Jahren. Kritikern ging diese Selbstverpflichtung nicht weit genug. Oberbürgermeister Peter Feldmann forderte beispielsweise einen dreijährigen Verzicht auf Mieterhöhungen. Die Stadtverordnetenversammlung lehnte einen entsprechenden Antrag der SPD am 26. Juni 2014 ab. Die Koalitionsparteien CDU und Bündnis 90/Die Grünen vertraten gemeinsam mit der ABG-Geschäftsführung die Auffassung, ein Verzicht auf Mieterhöhungen führe dazu, dass bei der nächsten Überarbeitung des Mietspiegels die verhältnismäßig niedrigen ABG-Mieten nicht mehr berücksichtigt würden, so dass die ortsübliche Vergleichsmiete in Frankfurt steige. Zudem gebe es bei der ABG nicht nur bedürftige, sondern viele gut situierte Mieter, darunter auch Stadtverordnete. Gewinne der ABG kämen dem Stadthaushalt zugute, um bestehende Wohnungen zu pflegen und neue bauen zu können. Bei durchschnittlich 300 Zuzügen nach Frankfurt pro Woche sei das Problem der Mieterhöhungen und der Verdrängung von Mietern nur durch Investitionen in neue Wohnungen zu lösen.
Im April 2015 begann ein Bündnis von ABG-Kritikern eine Kampagne unter dem Titel Eine Stadt für alle! Wem gehört die ABG?. Etwa 60 Aktivisten warfen der ABG eine profitorientierte Ausrichtung und Förderung der Gentrifizierung durch den Bau von Luxuswohnungen und ein zu hohes Mietniveau vor.
Neben einer grundsätzlichen Änderung der städtischen Wohnungsbaupolitik, beispielsweise der Überführung von mindestens 50 Prozent des Wohnungsbestandes in die öffentliche Hand, forderten die Initiatoren der Kampagne einen „unbefristeten und bedingungslosen Mietenstopp in allen ABG-Wohnungen“, den völligen Verzicht auf Zwangsräumungen und Zwangsvollstreckungen und die Überführung der ABG in ein „stiftungsähnliches Sondervermögen“ mit dem Ziel einer „Demokratisierung und Selbstverwaltung“. Unternehmerische Entscheidungen sollten künftig die „Zustimmung sowohl von Stadtparlament, Mieterrat und den betroffenen Bewohnern benötigen“.
Die ABG wies darauf hin, dass man auf Kapital angewiesen sei, um den Bestand von rund 50.000 Wohnungen zu sichern, zu modernisieren und instand zu halten. Anders als das Bündnis annehme, generiere die ABG Gewinne hauptsächlich aus der Vermietung von Gewerbeobjekten. Die Durchschnittsmiete in den Objekten der ABG betrage zurzeit 7,50 Euro kalt.
Im Januar 2016 kritisierte ABG-Geschäftsführer Frank Junker im Kommunalwahlkampf erneut die Forderung der SPD. Er berief sich auf ein Rechtsgutachten von Freshfields Bruckhaus Deringer, das die Rechtsauffassung der ABG unterstützte. Durch eine politisch beschlossene Aussetzung der Mieterhöhungen würden die Wohnungen der ABG nicht länger im qualifizierten Mietspiegel berücksichtigt. Die Vorstände des Deutschen Mietgerichtstags und Professoren für Mietrecht Ulf Börstinghaus und Markus Artz unterstützten dagegen die SPD-Position. Solange die Mieten nicht durch gesetzliche Vorschriften beschränkt würden, sondern lediglich durch die Entscheidung der Stadt als alleinige Gesellschafterin der ABG, müssten die Mieten der nicht preisgebundenen ABG-Wohnungen sogar zwangsläufig im Mietspiegel berücksichtigt werden, um nicht dessen Gültigkeit zu gefährden.
2018 bildeten 42 Organisationen aus Frankfurt, bestehend aus Mietvereinen, Gewerkschaften, ASten, Parteien, NGOs Jugendverbänden und lokalen Initiativen das Bürgerbegehren Mietentscheid Frankfurt. Der Mietentscheid Frankfurt kritisierte die bestehenden Geschäftspraktiken der ABG und den geringen Anteil an Sozialwohnungen und stellte drei mietpolitische Forderungen an das Unternehmen. Zwischen dem Start der Unterschriften-Kampagne im August 2018 und dem Ende des Unterschriftensammeln im Dezember 2018 unterschrieben über 25.000 Menschen aus Frankfurt die Forderungen. Damit war der Mietentscheid Frankfurt zu diesem Zeitpunkt das größte Bürgerbegehren in Süddeutschland und wurde erst mit dem Start der Volksbegehren Mietenstopp Bayern im Oktober 2019, welches 52.000 Unterschriften sammelte, überholt.
Die Unterschriften wurden im Januar 2019 fristgerecht dem Wahlamt der Stadt Frankfurt übergeben, damit im Mai 2019 – parallel zur Europawahl – es zu angedachten Bürgerentscheid kommen konnte. Die Forderungen lauteten:
"Sind Sie dafür, dass die Stadt Frankfurt am Main ...
1. beschließt, dass die ABG Frankfurt Holding im Wohnungsneubau ab dem 1. September 2019 zu 100 % geförderten Wohnraum für geringe und mittlere Einkommensschichten schafft;
2. beschließt, dass die Mieten bei der ABG Frankfurt Holding ab dem 1. September 2019 für alle Bestandsmieterinnen und -mieter, die vom Einkommen her Anspruch auf eine Sozialwohnung haben, jedoch eine höhere Miete zahlen, auf maximal 6,50 Euro pro qm abgesenkt werden;
3. beschließt, dass die ABG Frankfurt Holding ab 1. September 2019  ihre durch Mieterfluktuation frei werdenden freifinanzierten Wohnungen künftig zu den entsprechenden Preisniveaus und Belegungsbindungen des geförderten Wohnungsbaus vermietet, davon zwei Drittel analog zum derzeitigen Preisniveau des sozialen Wohnungsbaus von maximal 6,50 Euro pro qm und ein Drittel auf dem derzeitigen Preisniveau des „Frankfurter Programms für den Neubau von bezahlbaren Mietwohnungen: Förderweg 2“ (8,50 bis 10,50 Euro pro qm)?

Die Stadt Frankfurt ließ den Bürgerentscheid aus juristischen und haushaltpolitischen Gründen nicht zu.